# Voronțivka, Krasnoperekopsk
Voronțivka (în ucraineană Воронцівка) este un sat în comuna Illinka din raionul Krasnoperekopsk, Republica Autonomă Crimeea, Ucraina.

## Demografie
Componența lingvistică a localității Voronțivka
     Rusă (65,59%)
     Ucraineană (24,44%)
     Tătară crimeeană (9,65%)
Conform recensământului din 2001, majoritatea populației localității Voronțivka era vorbitoare de rusă (65,59%), existând în minoritate și vorbitori de ucraineană (24,44%) și tătară crimeeană (9,65%).